# Magyarország a 2024. évi téli ifjúsági olimpiai játékokon
Magyarország a dél-koreai Kangvonban megrendezett 2024. évi téli ifjúsági olimpiai játékok egyik részt vevő nemzete volt. Az ország a játékokon 10 sportágban 33 sportolóval képviseltette magát, azonban a snowboard cross versenyre készülő Tóth Emma a hivatalos edzésen („melegítés” során) könyöksérülést szenvedett és nem tud rajthoz állni.

## Érmesek
Magyarország két éremmel zárta az ifjúsági olimpiai játékokat, a 3x3-as lány jégkorong-válogatott ifjúsági olimpiai bajnoki címet szerzett, míg a rövidpályás gyorskorcsolyázó Major Dominik bronzérmet nyert.
| Érem  | Versenyző | Sportág                    | Versenyszám                 |
| ----- | --- | -------------------------- | --------------------------- |
| Arany | Bátyi Boróka Berecki Dóra Csordás Csenge Faragó Luca Hajdu Lili Haraszt Lorina Hiezl Réka Polónyi Petra Sághy Lara Simon Bíborka Szabó Bonita Takács Noémi Weiler Krisztina | Jégkorong                  | 3x3-as lány jégkorong-torna |
| Bronz | Major Dominik Gergely | Rövidpályás gyorskorcsolya | Fiú 500 m                   |

## További magyar pontszerzők

### 4. helyezettek
| Név        | Sportág                    | Versenyszám |
| ---------- | -------------------------- | ----------- |
| Végi Diána | Rövidpályás gyorskorcsolya | Lány 1500 m |

### 5. helyezettek
| Név          | Sportág                    | Versenyszám |
| ------------ | -------------------------- | ----------- |
| Szigeti Dóra | Rövidpályás gyorskorcsolya | Lány 500 m  |
| Szigeti Dóra | Rövidpályás gyorskorcsolya | Lány 1500 m |

### 6. helyezettek
| Név           | Sportág                    | Versenyszám |
| ------------- | -------------------------- | ----------- |
| Major Dominik | Rövidpályás gyorskorcsolya | Fiú 1000 m  |

## Alpesisí
Fiú
| Versenyző              | Versenyszám            | 1. futam | 1. futam | 2. futam      | 2. futam      | Összesen      | Összesen      |
| Versenyző              | Versenyszám            | Idő      | Hely.    | Idő           | Hely.         | Idő           | Hely.         |
| ---------------------- | ---------------------- | -------- | -------- | ------------- | ------------- | ------------- | ------------- |
| Schneider Milán István | Műlesiklás             | 50,35    | 33.      | 56,68         | 22.           | 1:47,03       | 20.           |
| Schneider Milán István | Óriás-műlesiklás       | 52,20    | 33.      | nem ért célba | nem ért célba | nem ért célba | nem ért célba |
| Schneider Milán István | Szuperóriás-műlesiklás |          |          |               |               | 57,20         | 35.           |
| Schneider Milán István | Összetett              |          |          |               |               | 1:58,01       | 28.           |

Lány
| Versenyző         | Versenyszám      | 1. futam | 1. futam | 2. futam | 2. futam | Összesen | Összesen |
| Versenyző         | Versenyszám      | Idő      | Hely.    | Idő      | Hely.    | Idő      | Hely.    |
| ----------------- | ---------------- | -------- | -------- | -------- | -------- | -------- | -------- |
| Körtvélyessy Dóra | Műlesiklás       | 54,80    | 31.      | 53,03    | 23.      | 1:47,83  | 23.      |
| Körtvélyessy Dóra | Óriás-műlesiklás | 54,20    | 30.      | 56,29    | 23.      | 1:50,49  | 24.      |

## Biatlon
Fiú
| Versenyző           | Versenyszám      | Idő     | Lövőhiba    | Hely. |
| ------------------- | ---------------- | ------- | ----------- | ----- |
| Kunos László Sámuel | Sprint           | 28:46,9 | 5 (4+1)     | 89.   |
| Kunos László Sámuel | Egyéni indításos | 56:27,9 | 8 (3+1+1+3) | 89.   |

Lány
| Versenyző    | Versenyszám      | Idő     | Lövőhiba    | Hely. |
| ------------ | ---------------- | ------- | ----------- | ----- |
| Bozóki Laura | Sprint           | 29:00,6 | 7 (5+2)     | 81.   |
| Bozóki Laura | Egyéni indításos | 47:08,8 | 4 (1+0+2+1) | 70.   |

Vegyes
| Versenyző                        | Versenyszám   | Idő     | Lövőhiba  | Hely. |
| -------------------------------- | ------------- | ------- | --------- | ----- |
| Bozóki Laura Kunos László Sámuel | Vegyes csapat | 52:51,2 | 17 (2+15) | 24.   |

## Curling
| Versenyző                              | Versenyszám  | Csoportkör           | Csoportkör             | Csoportkör         | Csoportkör            | Csoportkör                 | Csoportkör | Negyeddöntő       | Elődöntő          | Döntő             | Hely.   |
| Versenyző                              | Versenyszám  | Ellenfél Eredmény    | Ellenfél Eredmény      | Ellenfél Eredmény  | Ellenfél Eredmény     | Ellenfél Eredmény          | Hely.      | Ellenfél Eredmény | Ellenfél Eredmény | Ellenfél Eredmény | Hely.   |
| -------------------------------------- | ------------ | -------------------- | ---------------------- | ------------------ | --------------------- | -------------------------- | ---------- | ----------------- | ----------------- | ----------------- | ------- |
| Kárász Benjamin Raul Nagy Lola Olimpia | Vegyes páros | Nigéria (NGR) · 13–3 | Csehország (CZE) · 2–7 | Kanada (CAN) · 5–8 | Dél-Korea (KOR) · 6–2 | Nagy-Britannia (GBR) · 4–8 | 4.         | Kiesett           | Kiesett           | Kiesett           | Kiesett |

## Gyorskorcsolya
Lány
Egyéni
| Versenyző         | Versenyszám | Eredmény | Hely. |
| ----------------- | ----------- | -------- | ----- |
| Sándor Lilla Enéh | 500 m       |          |       |
| Sándor Lilla Enéh | 1500 m      |          |       |
| Vancsó Rebeka     | 500 m       |          |       |
| Vancsó Rebeka     | 1500 m      |          |       |

Tömegrajtos
| Versenyző         | Versenyszám | Elődöntő | Elődöntő | Elődöntő | Döntő | Döntő | Hely. |
| Versenyző         | Versenyszám | Pont     | Idő      | Hely.    | Pont  | Idő   | Hely. |
| ----------------- | ----------- | -------- | -------- | -------- | ----- | ----- | ----- |
| Sándor Lilla Enéh | Lány        |          |          |          |       |       |       |
| Vancsó Rebeka     | Lány        |          |          |          |       |       |       |

## Műkorcsolya

### Lány
| Versenyző  | Versenyszám | Rövid program | Rövid program | Szabadprogram | Szabadprogram | Összesítés | Összesítés |
| Versenyző  | Versenyszám | Pont          | Hely.         | Pont          | Hely.         | Pont       | Hely.      |
| ---------- | ----------- | ------------- | ------------- | ------------- | ------------- | ---------- | ---------- |
| Ekker Léna | Lány egyéni | 44,93         | 15.           | 90,83         | 14.           | 135,76     | 14.        |

## Rövidpályás gyorskorcsolya

### Fiú
| Versenyző             | Versenyszám | Előfutam | Előfutam | Negyeddöntő | Negyeddöntő | Elődöntő | Elődöntő | Döntő   | Döntő    | Döntő   | Hely.                    |
| Versenyző             | Versenyszám | Idő      | Hely.    | Idő         | Hely.       | Idő      | Hely.    | Típus   | Idő      | Hely.   | Hely.                    |
| --------------------- | ----------- | -------- | -------- | ----------- | ----------- | -------- | -------- | ------- | -------- | ------- | ------------------------ |
| Keszthelyi Dávid      | 500 m       | Kizárták | Kizárták | Kiesett     | Kiesett     | Kiesett  | Kiesett  | Kiesett | Kiesett  | Kiesett | Kiesett                  |
| Keszthelyi Dávid      | 1000 m      | 2:00,035 | 4.       | Kiesett     | Kiesett     | Kiesett  | Kiesett  | Kiesett | Kiesett  | Kiesett | 35.                      |
| Keszthelyi Dávid      | 1500 m      |          |          | 2:22,790    | 4.          | 2:28,840 | 7.       | Kiesett | Kiesett  | Kiesett | 20.                      |
| Major Dominik Gergely | 500 m       | 42,409   | 1.       | 42,077      | 1.          | 42,213   | 3.       | A       | 41,969   | 3.      | 3. helyezett, bronzérmes |
| Major Dominik Gergely | 1000 m      | 1:38,237 | 1.       | 1:29,951    | 2.          | 1:33,309 | 4.       | B       | 1:29,674 | 1.      | 6.                       |
| Major Dominik Gergely | 1500 m      |          |          | 2:20,938    | 2.          | 2:22,613 | 4.       | B       | 2:44.837 | 5.      | 12.                      |

### Lány
| Versenyző        | Versenyszám | Előfutam | Előfutam | Negyeddöntő | Negyeddöntő | Elődöntő | Elődöntő | Döntő   | Döntő    | Döntő   | Hely. |
| Versenyző        | Versenyszám | Idő      | Hely.    | Idő         | Hely.       | Idő      | Hely.    | Típus   | Idő      | Hely.   | Hely. |
| ---------------- | ----------- | -------- | -------- | ----------- | ----------- | -------- | -------- | ------- | -------- | ------- | ----- |
| Szigeti Dóra     | 500 m       | 45,216   | 1.       | 44,401      | 2.          | 44,306   | 1.       | A       | 1:07,592 | 5.      | 5.    |
| Szigeti Dóra     | 1000 m      | 1:39,192 | 2.       | 1:36,527    | 3.          | Kiesett  | Kiesett  | Kiesett | Kiesett  | Kiesett | 12.   |
| Szigeti Dóra     | 1500 m      |          |          | 2:38,540    | 2.          | 3:12,408 | 6.       | A       | 2:42,954 | 5.      | 5.    |
| Végi Diána Laura | 500 m       | 44,585   | 2.       | 45,030      | 2.          | 44,664   | 3.       | B       | 45,932   | 3.      | 8.    |
| Végi Diána Laura | 1000 m      | 1:36,259 | 1.       | 1:32,552    | 2.          | 1:32,921 | 3.       | B       | 1:32,509 | 3.      | 8.    |
| Végi Diána Laura | 1500 m      |          |          | 2:33,577    | 1.          | 2:25,683 | 1.       | A       | 2:42,818 | 4.      | 4.    |

### Vegyes
| Versenyző                                                            | Versenyszám  | Elődöntő | Elődöntő | Döntő | Döntő    | Döntő | Hely. |
| Versenyző                                                            | Versenyszám  | Idő      | Hely.    | Típus | Idő      | Hely. | Hely. |
| -------------------------------------------------------------------- | ------------ | -------- | -------- | ----- | -------- | ----- | ----- |
| Keszthelyi Dávid Major Dominik Gergely Szigeti Dóra Végi Diána Laura | 2000 m váltó | 2:58,201 | 3.       | B     | 2:54,403 | 3.    | 7.    |

## Síakrobatika

### Lány
| Versenyző       | Versenyszám | Rangsorolás | Elődöntő | Döntő    | Hely. |
| Versenyző       | Versenyszám | Helyezés    | Helyezés | Helyezés | Hely. |
| --------------- | ----------- | ----------- | -------- | -------- | ----- |
| Szeghalmi Fanni | Krossz      |             |          |          |       |
| Tymcyna Dóra    | Krossz      |             |          |          |       |

## Sífutás

### Fiú
| Versenyző    | Versenyszám          | Selejtező | Selejtező | Negyeddöntő | Negyeddöntő | Elődöntő | Elődöntő | Döntő | Döntő |
| Versenyző    | Versenyszám          | Idő       | Hely.     | Idő         | Hely.       | Idő      | Hely.    | Idő   | Hely. |
| ------------ | -------------------- | --------- | --------- | ----------- | ----------- | -------- | -------- | ----- | ----- |
| Holló Martin | 7,5 km               |           |           |             |             |          |          |       |       |
| Holló Martin | Szabadstílusú sprint |           |           |             |             |          |          |       |       |

### Lány
| Versenyző           | Versenyszám          | Selejtező | Selejtező | Negyeddöntő | Negyeddöntő | Elődöntő | Elődöntő | Döntő | Döntő |
| Versenyző           | Versenyszám          | Idő       | Hely.     | Idő         | Hely.       | Idő      | Hely.    | Idő   | Hely. |
| ------------------- | -------------------- | --------- | --------- | ----------- | ----------- | -------- | -------- | ----- | ----- |
| Bere Larissza Vanda | 7,5 km               |           |           |             |             |          |          |       |       |
| Bere Larissza Vanda | Szabadstílusú sprint |           |           |             |             |          |          |       |       |
| Gaál Dóra           | 7,5 km               |           |           |             |             |          |          |       |       |
| Gaál Dóra           | Szabadstílusú sprint |           |           |             |             |          |          |       |       |

## Snowboard
Krossz
| Versenyző             | Versenyszám | Csoportfutamok             | Csoportfutamok             | Elődöntő                   | Kisdöntő                   | Döntő                      | Hely.                      |
| Versenyző             | Versenyszám | Pont                       | Hely.                      | Hely.                      | Hely.                      | Hely.                      | Hely.                      |
| --------------------- | ----------- | -------------------------- | -------------------------- | -------------------------- | -------------------------- | -------------------------- | -------------------------- |
| Barabás Bálint Attila | Fiú         | 7                          | 14.                        | Kiesett                    | Kiesett                    | Kiesett                    | 28.                        |
| Tóth Emma Ágnes       | Lány        | Sérülés miatt visszalépett | Sérülés miatt visszalépett | Sérülés miatt visszalépett | Sérülés miatt visszalépett | Sérülés miatt visszalépett | Sérülés miatt visszalépett |